# Филип Фортунатов
Филип Фјодорович Фортунатов (рођен 2/14. јануара 1848. у Вологди, а преминуо 20. септембра/3. октобра 1914. у Косалми под Петрозаводском) је био руски лингвиста, професор, члан руске Академије наука (од 1902), који је такође, оснивач московске „формалне“ („фортунатовске“) лингвистичке школе. 
Један је од најзначајнијих лингвиста пре-револуционарног времена Русије, бавио се индоаријским, балтичким и словенским језицима, граматичком теоријом, као и опширним педагошким делатностима. 
Прихватао је и развијао, као и многи његови савременици, тезу познатог немачког индоевропеисте прошлога века, Августа Шлајхера - творца теорије језичког родословног стабла и представник биолошког натурализма у лингвистици. 
Теза коју је Фортунатов прихватио објашњава да је после распада индоевропске језичке заједнице постојао период балто-словенског језика, који називају и балто-словенским језичким јединством. Фортунатов, А. А. Шахматов, Ј. Розвадовски, Ј. Отрембски, Р. Траутман и др. прихватили су ту тезу и развијали је, оснажујући је новом аргументацијом или коригујући у неким појединостима раније изнету аргументацију.